# یلونورا اوسکانیان
یلونورا سرگئی اوسکانیان (ارمنی: էլեոնորա Սերգեյի Ոսկանյան زادهٔ ۶ سپتامبر ۱۹۲۱ - درگذشته ۲۴ سپتامبر ۱۹۹۹) نوازنده پیانو و آموزش موسیقی اهل ارمنستان بود. وی بین سال‌های - تا - میلادی فعالیت می‌کرد.

## زندگی‌نامه
وی در ۶ سپتامبر ۱۹۲۱ در خارکوف به دنیا آمد و دانشگاه ملی هنرهای کولتایارفسکی خارکوف (۱۹۴۱) و کنسرواتوار دولتی کومیتاس ایروان (۱۹۴۵) فارغ‌التحصیل گشت. وی در های‌فیلارمونیک، تئاتر کمدی موزیکال پارونیان و کنسرواتوار دولتی کومیتاس ایروان فعالیت می‌کرد. همچنین برندهٔ جوایزی همچون هنرمند شایسته ارمنستان شوروی (۱۹۶۴) شده است. وی در ۲۴ سپتامبر ۱۹۹۹ در سن ۷۸ سالگی در ایروان درگذشت.